# Buchenberg

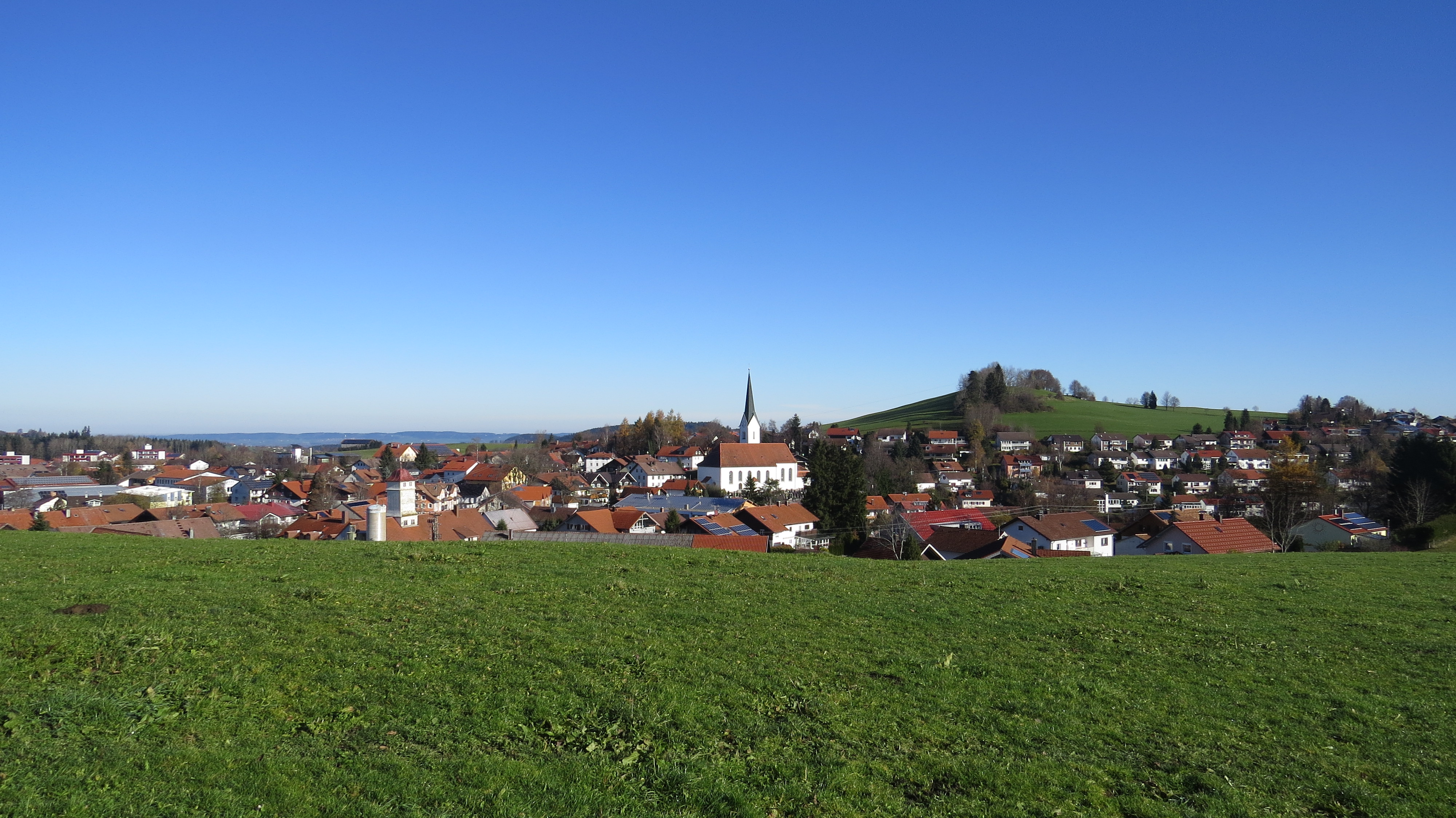
Buchenberg von Südwesten

Buchenberg ist ein Markt im bayerisch-schwäbischen Landkreis Oberallgäu.

## Geographie

### Geographische Lage
Buchenberg liegt in rund 900–1100 m Höhe in der Region Allgäu im Allgäuer Seenland. Dort befindet es sich östlich der Adelegg. Die westlichen, abseitigen und nur kleinen Gemeindeteile Kreuzthal und Eschachthal werden vom Oberlauf der Eschach durchflossen. Nordwestlich der Kerngemeinde befindet sich der Kürnacher Wald mit dem Ursersberg (1129 m ü. NHN), westlich der Buchenberger Wald mit dem 1000 m hoch gelegenen Eschacher Weiher und dem nahen Hohenkapf (1122 m), südlich der Wirlinger Wald. Nördlich des Zentrums, fast auf direktem Weg zwischen Buchenberg und Wiggensbach liegt der 1072 m hohe Blender.

### Gemeindegliederung
Es gibt 50 Gemeindeteile (in Klammern ist der Siedlungstyp angegeben):
- Ahegg (Dorf)
- Albris (Dorf)
- Amweg (Weiler)
- Auf der Halde (Einöde)
- Bechen (Weiler)
- Bihls (Weiler)
- Bischlags (Einöde)
- Buchenberg (Hauptort)
- Dreisenmühle (Einöde)
- Einöde (Dorf)
- Eschach (Kirchdorf)
- Eschach h.d.Einöde (Weiler)
- Eschach v.d.Einöde (Weiler)
- Eschachberg (Weiler)
- Eschachried (Dorf)
- Eschachthal (Dorf)
- Exenried (Einöde)
- Fallehen (Weiler)
- Freitags (Weiler)
- Gablers (Weiler)
- Gösers (Weiler)
- Häfeliswald (Weiler)
- Hahnemoos (Weiler)
- Hehlen (Weiler)
- Hochberg (Weiler)
- Hochreuten (Weiler)
- Hölzlers (Dorf)
- Kenels (Weiler)
- Klamm (Weiler)
- Köpf (Einöde)
- Kreuzthal (Pfarrdorf)
- Masers (Dorf)
- Mayerhof (Einöde)
- Niederhofen (Weiler)
- Oberhofen (Weiler)
- Orthalden (Weiler)
- Riedhalden (Einöde)
- Riefen (Weiler)
- Saiten (Weiler)
- Schwarzerd (Dorf)
- Steckenried (Weiler)
- Stockach (Weiler)
- Ulmerthal (Dorf)
- Unterhalden (Weiler)
- Warthausen (Weiler)
- Wegscheidel (Dorf)
- Weinharz (Einöde)
- Wenk (Weiler)
- Wirlings (Kirchdorf)
- Wolfsberg

### Schutzgebiete
Südlich von Buchenberg liegt das seit 1959 ausgewiesene Naturschutzgebiet „Rohrbachtobel im Wirlinger Forst“, nördlich das 1966 ausgewiesene Naturschutzgebiet „Hölzlers Tobel“.

### Nachbargemeinden
| Altusried           | Wiggensbach                                 | Kempten (Allgäu) |
| Leutkirch im Allgäu | Kompassrose, die auf Nachbargemeinden zeigt | Waltenhofen      |
| Isny im Allgäu      | Weitnau                                     |                  |

## Geschichte

### Bis zur Gemeindegründung
Bereits in der Antike war die Gemarkung besiedelt. Der Burgus Ahegg ist ein kleiner römischer Militärstandort, der als spätantiker Wohn- und Wachturm für die Kontrolle eines Abschnitts der Reichsgrenze entlang des Donau-Iller-Rhein-Limes (DIR) zuständig war. Durch den heutigen Ort Buchenberg selbst führte die Römerstraße Kempten–Bregenz, an deren Verlauf im heutigen Ortsgebiet ebenfalls ein Wachposten mit Turm errichtet worden war – der Burgus Buchenberg. Seine Grundmauern sind mit hoher Wahrscheinlichkeit die Fundamente der Christi-Ruh-Kapelle in der Römerstraße. Bei den Weilern Klamm und Kenels finden sich weitere, sichtbare Zeugnisse des antiken Verkehrsweges.
Im Jahr 1275 findet sich die nachweislich erste Erwähnung des Ortes „Buchiberg“ als Pfarrei in der liber decimationis. Am 17. März 1460 kam es zwischen Schweizer Söldnern und 1300 Soldaten des Kemptener Fürstabtes zur Schlacht am Buchenberg. 1485 erhielt der Ort das Marktrecht, Buchenberg war vor 1803 Sitz eines Oberen und Unteren Gerichts und gehörte seit jeher zum Fürststift Kempten.
Seit dem Reichsdeputationshauptschluss und der Säkularisation von 1803 gehört der Ort zu Bayern. 1818 entstand mit dem Bayerischen Gemeindeedikt die heutige politische Gemeinde.

### Markt
Am 18. November 1929 wurde die Gemeinde zum Markt erhoben.

### Eingemeindungen
Am 1. Januar 1963 erfolgte die Eingliederung von Teilen der Gemeinde Rechtis (Hochberg und Tobelssäge). Am 1. April 1971 wurde im Zuge der Gebietsreform in Bayern die Gemeinde Kreuzthal eingemeindet.

### Religionen
Seit 1821 ist die katholische Pfarrei dem Bistum Augsburg zugeordnet.

### Einwohnerentwicklung
In den 20 Jahren von 1988 bis 2008 wuchs die Gemeinde um 412 Einwohner bzw. um rund zwölf Prozent. Zwischen 1988 und 2018 wuchs die Gemeinde von 3546 auf 4150 um 604 Einwohner bzw. um 17 %.
| Jahr | Einwohner |
| ---- | --------- |
| 1961 | 2553      |
| 1970 | 2680      |
| 1987 | 3358      |
| 1991 | 3840      |
| 1995 | 3999      |

| Jahr | Einwohner |
| ---- | --------- |
| 2000 | 3968      |
| 2005 | 3948      |
| 2010 | 3945      |
| 2015 | 4046      |
| 2020 | 4165      |

## Politik

### Bürgermeister
Bürgermeister ist seit März 2004 Toni Barth, er wurde Nachfolger von Ernst Windmüller (* 12. April 1944) (Freie Wählerschaft). Am 14. März 2010 wurde er für eine zweite Amtszeit wiedergewählt. Am 6. März 2016 wurde er für eine dritte Amtszeit mit 55,62 % der Stimmen bestätigt; die Wahlbeteiligung betrug 62,13 %. Für eine vierte Amtszeit wurde Toni Barth am 13. März 2022 mit 91,76 % der Stimmen wiedergewählt; bei einer Wahlbeteiligung von nur 32,23 %.

### Gemeinderat
Die Wahl am 15. März 2020 hatte folgendes Ergebnis:
| Partei/Gruppierung                 | Sitze | Stimmenanteil |
| ---------------------------------- | ----- | ------------- |
| Christlich-Soziale Union in Bayern | 6     | 34,53 %       |
| Freie Wählergemeinschaft           | 4     | 27,52 %       |
| Bündnis 90/Die Grünen              | 4     | 24,46 %       |
| Wahlgemeinschaft Kreuzthal         | 2     | 13,49 %       |

Gegenüber der Wahl vom 16. März 2014 erreichte Bündnis 90/Die Grünen einen Sitz mehr. Die SPD, bisher mit einem Mandat vertreten, bewarb sich nicht mehr, die anderen Wahlvorschläge errangen die gleichen Anzahl an Sitzen wie vor sechs Jahren.

### Wappen
| Wappen von Buchenberg | Blasonierung: „Geteilt von Rot und Blau, darauf schräg gekreuzt eine silberne Hellebarde und ein silbernes Schwert.“ |
| Wappen von Buchenberg | |

### Gemeindepartnerschaft
Buchenberg hat seit 1997 eine Partnerschaft mit der französischen Stadt Craon im Département Mayenne. Der Deutsch-Französische Freundeskreis Buchenberg e. V. und das Comitee de Jumelage Craon-Buchenberg pflegen die aktive Partnerschaft. 2007 konnte mit Festakten in Buchenberg und in Craon das zehnjährige Jubiläum gefeiert werden.

## Kultur und Sehenswürdigkeiten

### Bauwerke
- Im Jahr 1792 erfolgte die Grundsteinlegung für die neue im Louis-Seize-Stil (Frühklassizismus) ausgestattete katholische Kirche St. Magnus durch den Kemptener Fürstabt Rupert von Neuenstein.[7]
- Burgus Ahegg

### Regelmäßige Veranstaltungen
- historisches Theater Buchenberg
- Langlauf Ski-Voralpenmarathon
- historische Tage
- Marktfest in Buchenberg
- Eschacher Dorffest

### Heimatmuseum Buchenberg
An der Eschacher Straße gleich neben dem Landgasthaus Sommerau liegt das kleine Heimatmuseum der Marktgemeinde. In ehrenamtlicher und zeitaufwändiger Arbeit wurde von 1986 bis 1993 durch den Heimatgeschichtlichen Verein Buchenberg e. V. aus einem verfallenen Kleinbauernhaus das heutige Museum errichtet. Dieses Haus ist zwar kein typisches Allgäuer Bauernhaus und es wurde auch erst 1924 erbaut, aber es war das einzige Haus, das überhaupt in gemeindlichem Besitz war und für einen Museumzweck in Frage kam.

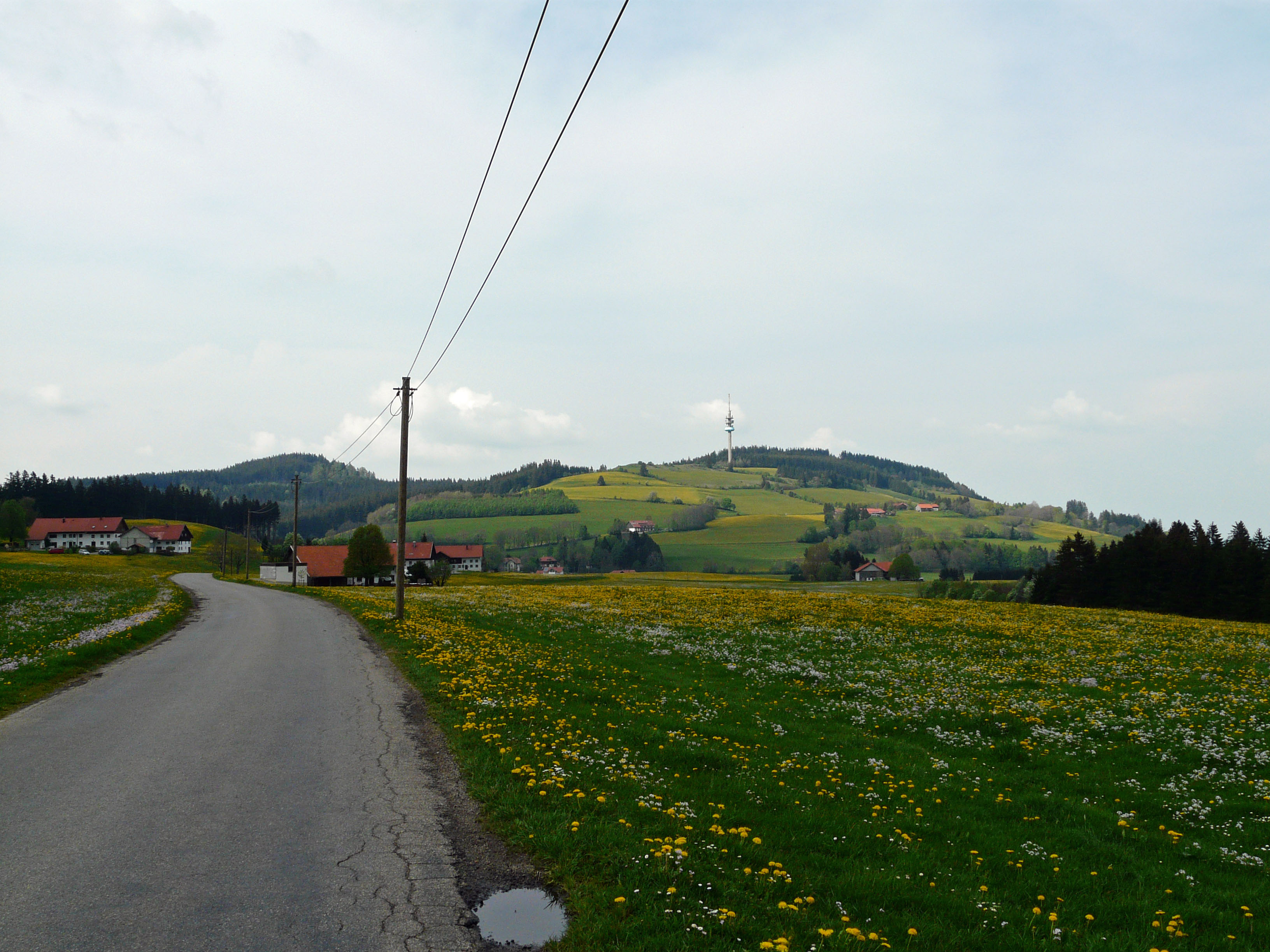
Blender (1072 m)
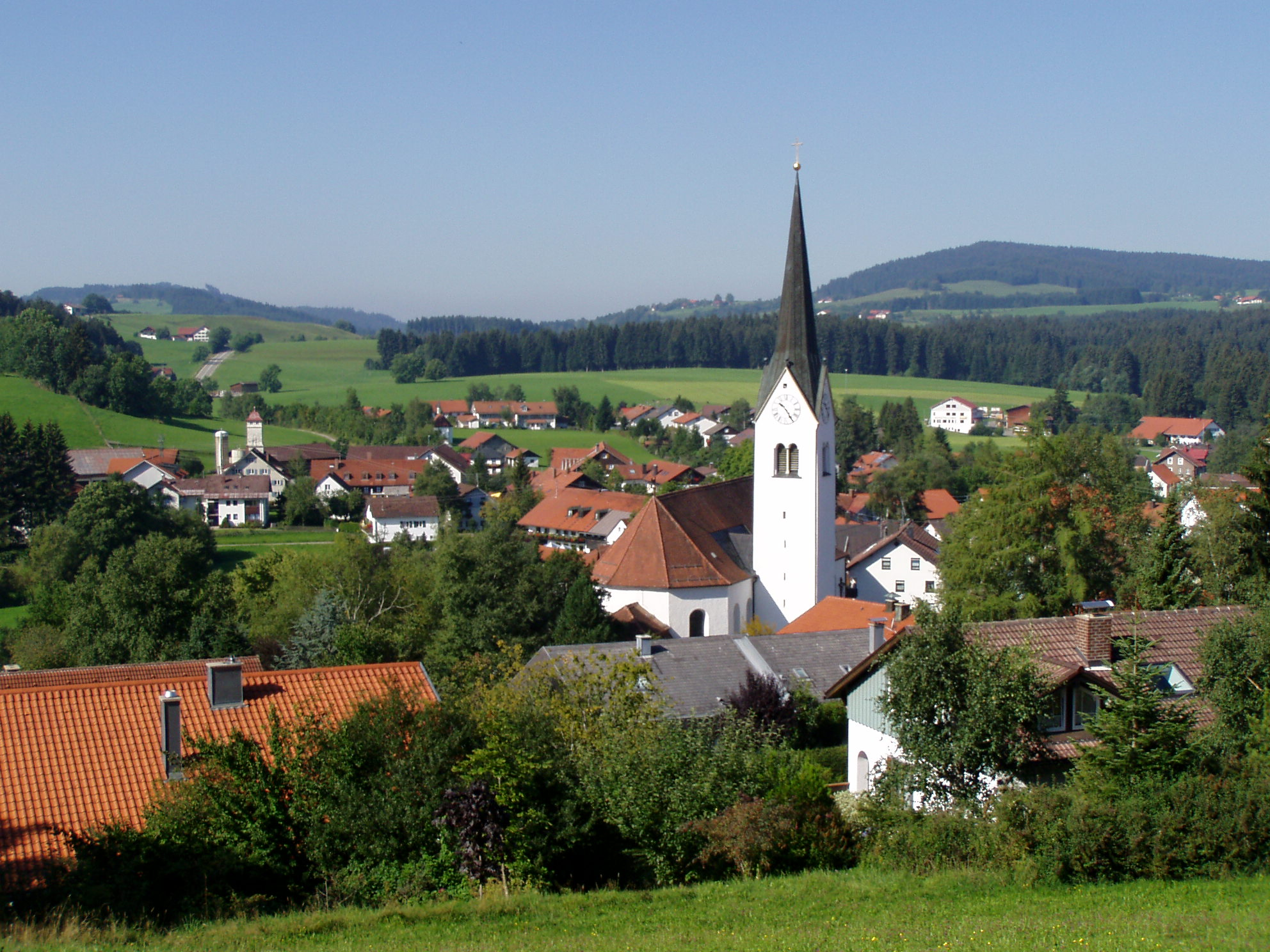
Buchenberg von Osten
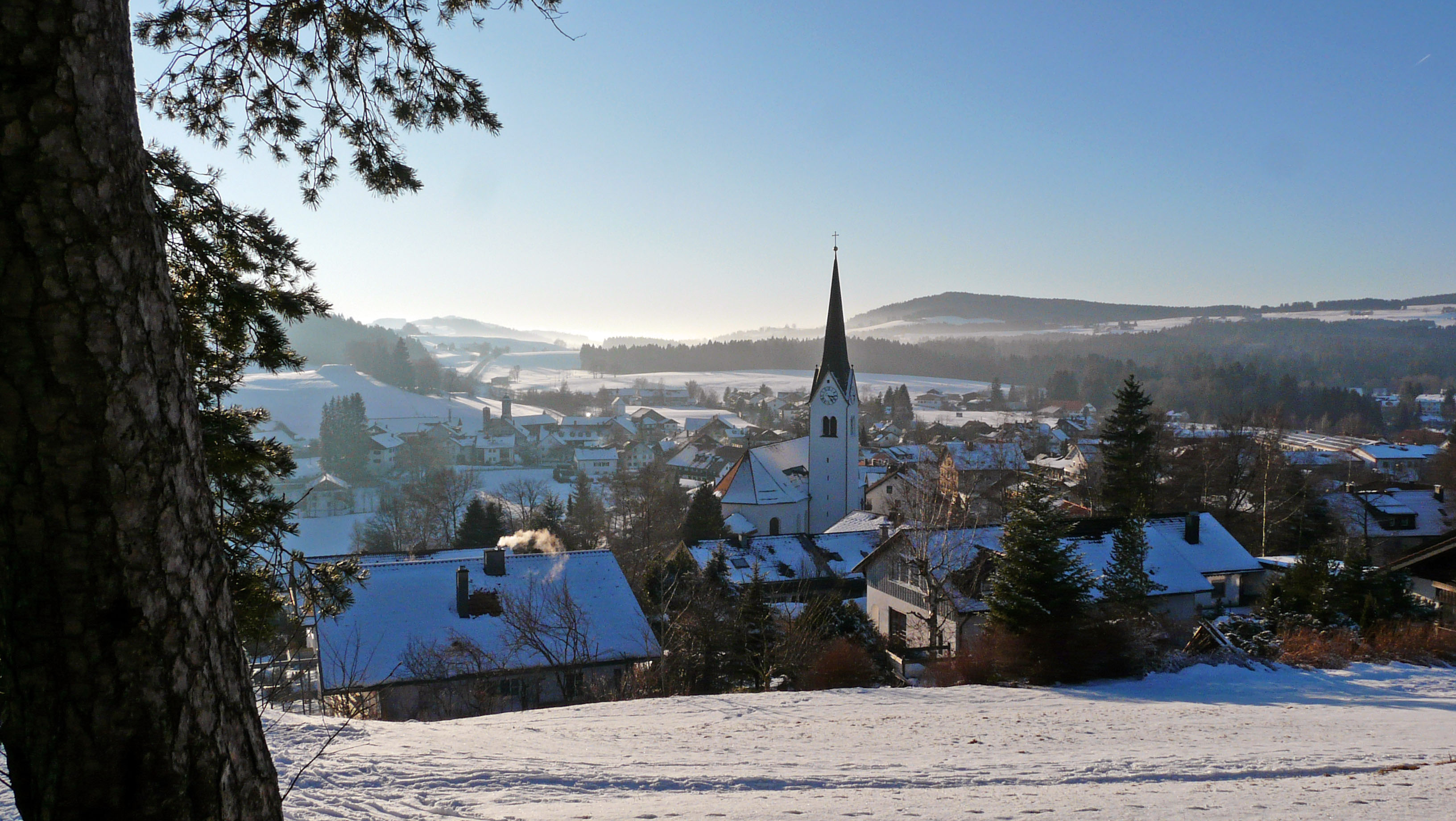
Buchenberg im Winter
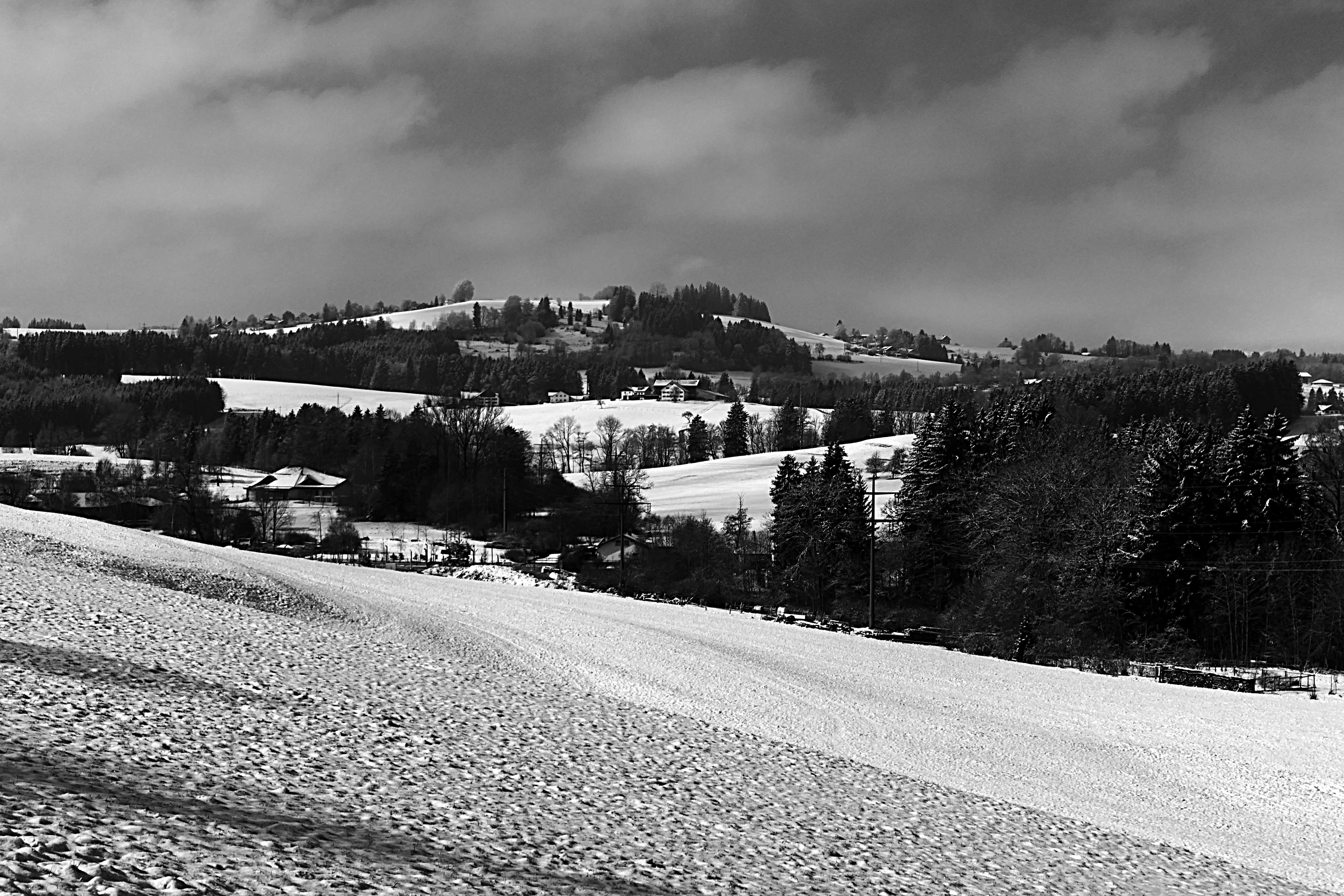
Der Buchenberg (951 m) von Osten
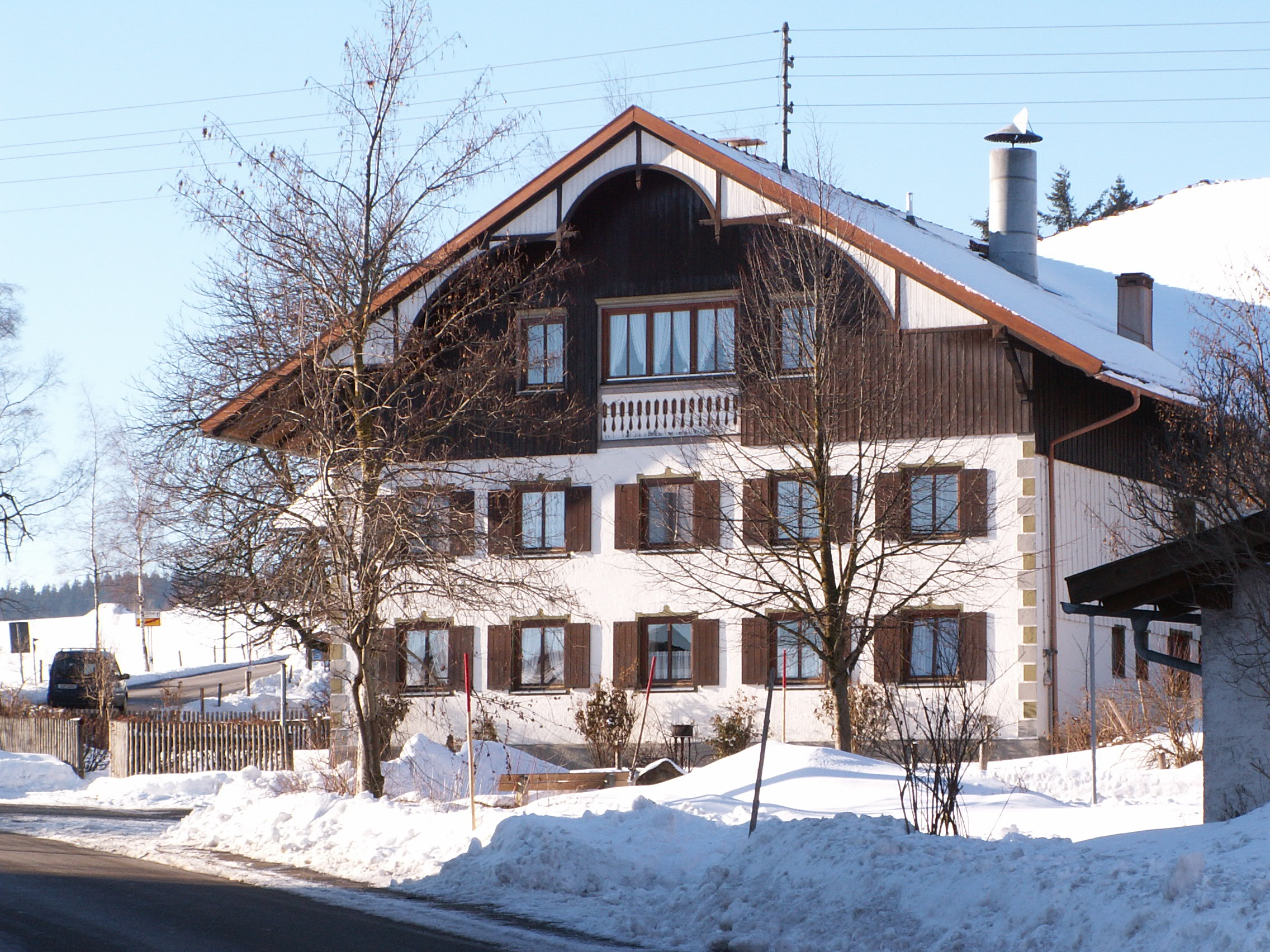
Bauernhof in Eschach
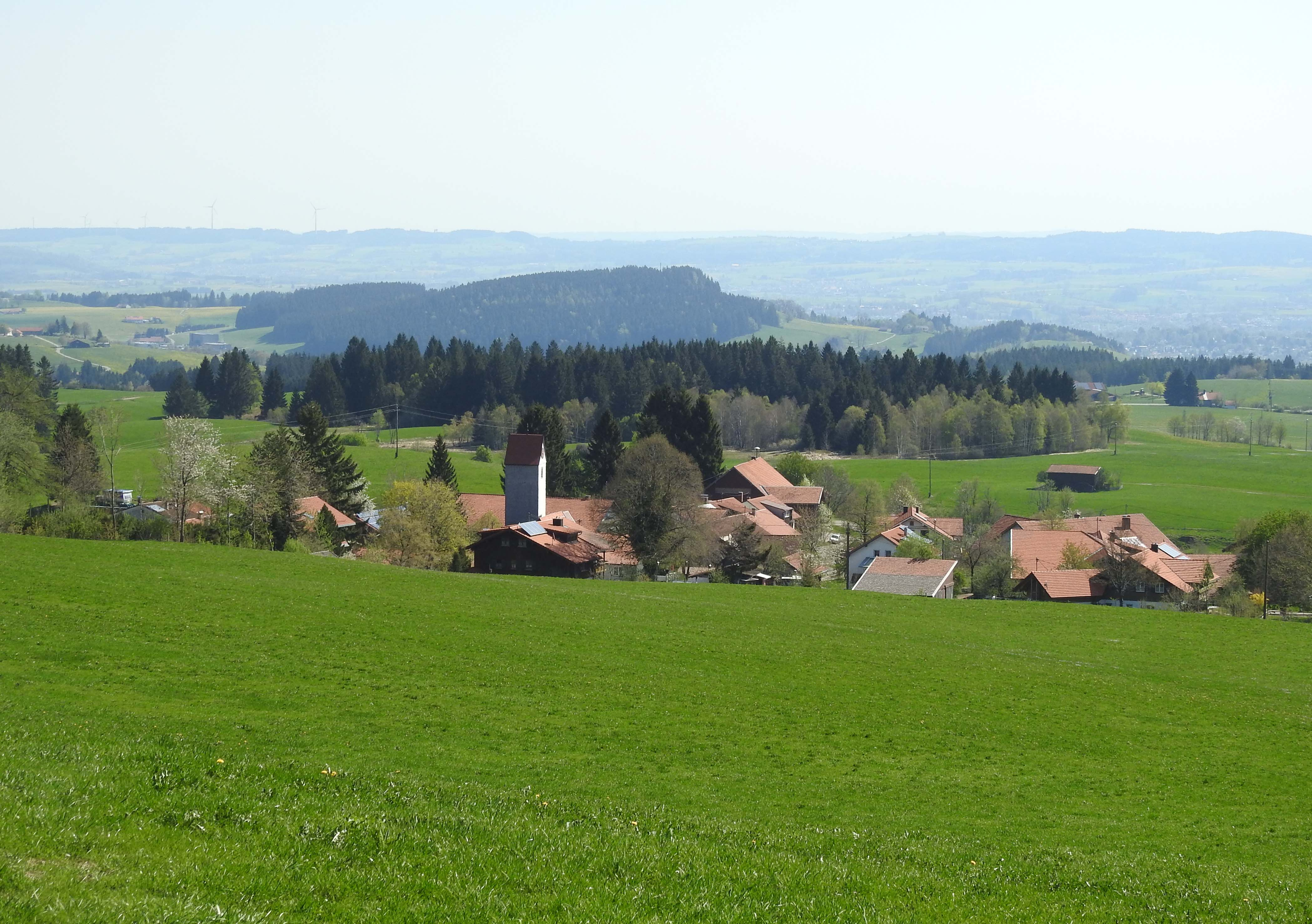
Eschach von Westen
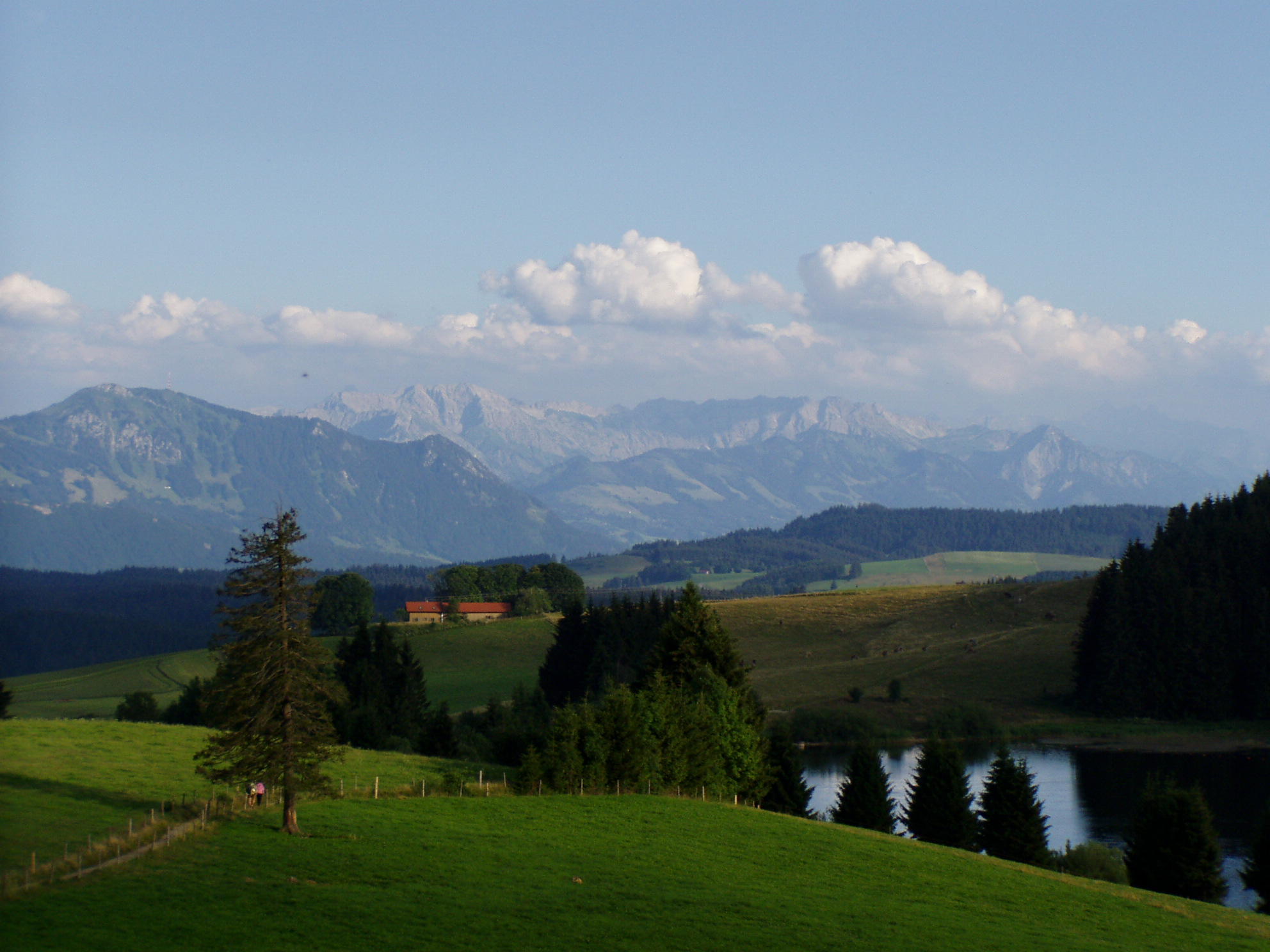
Eschacher Weiher (1000 m)
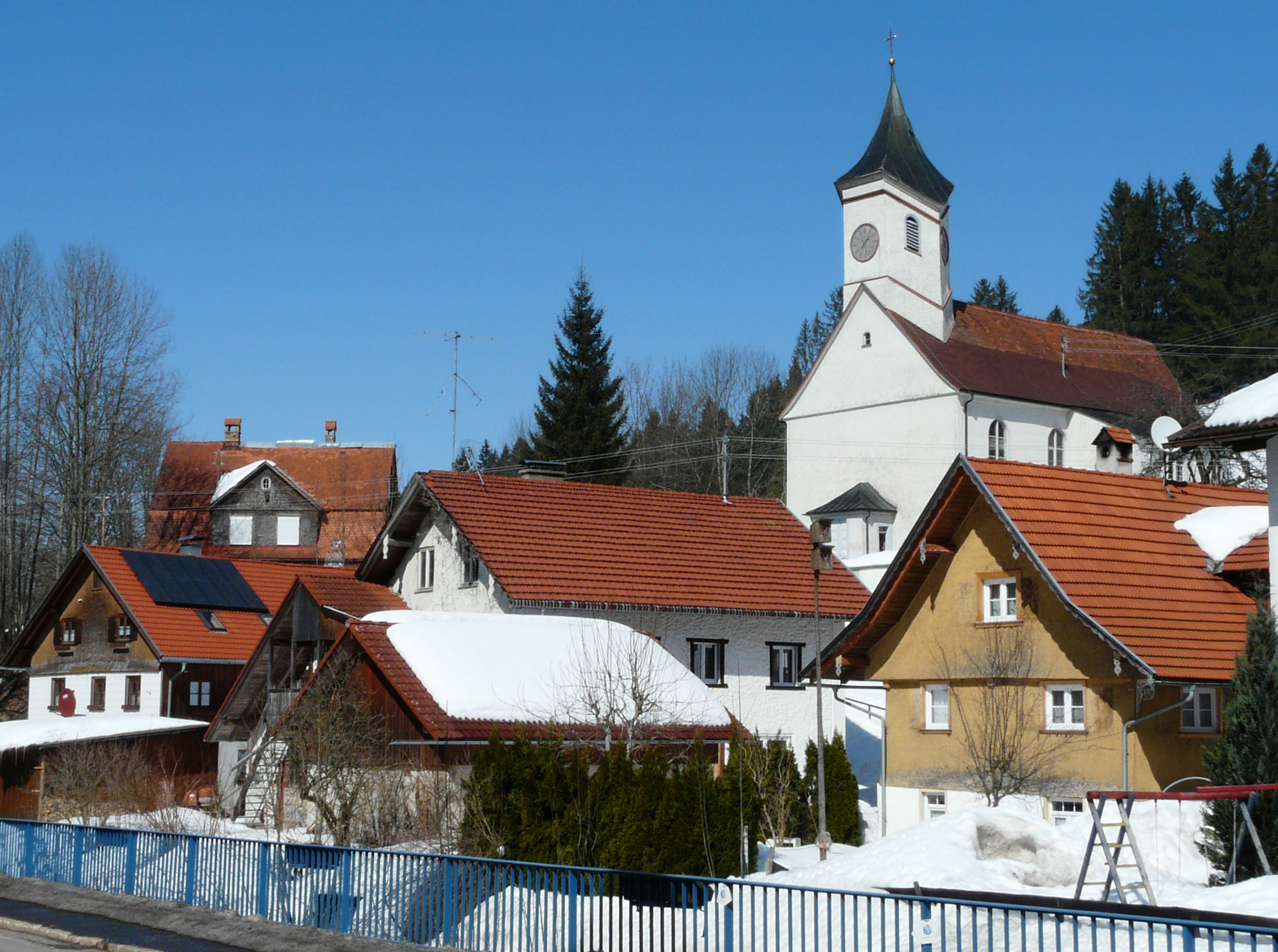
Kreuzthal
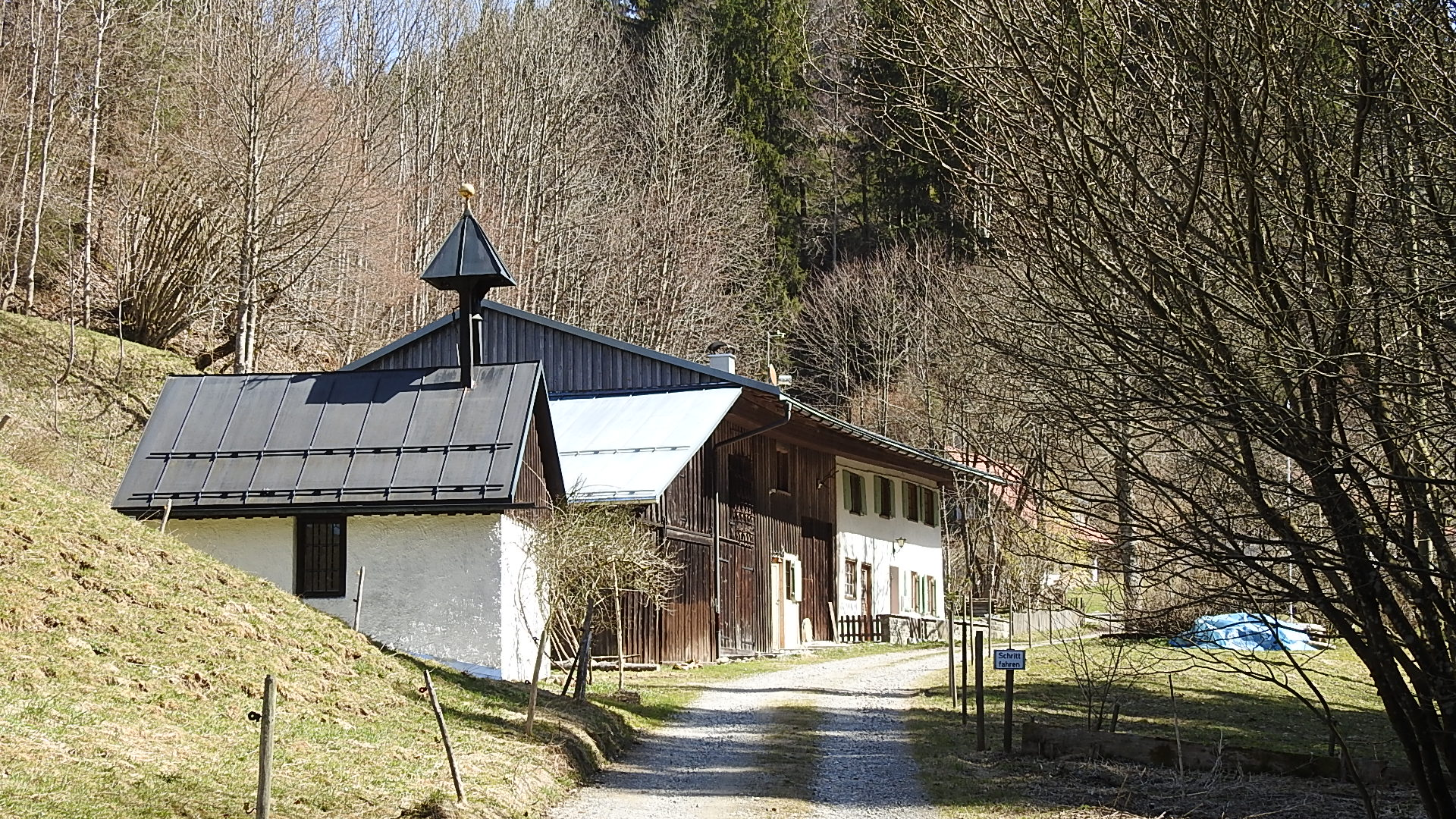
Ulmerthal
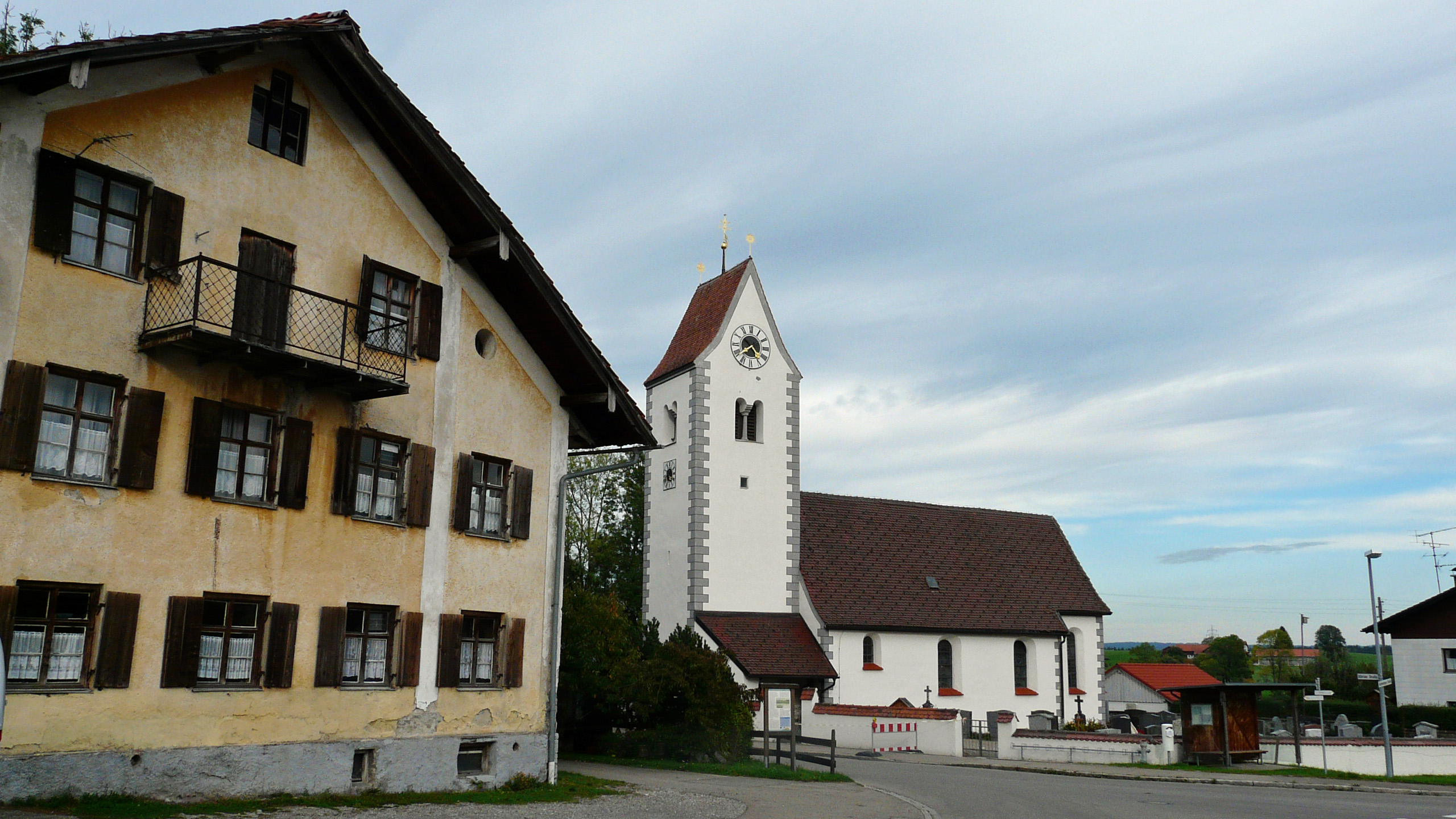
Wirlings

## Wirtschaft und Infrastruktur

### Wirtschaft einschließlich Land- und Forstwirtschaft
2017 gab es in der Gemeinde 614 sozialversicherungspflichtige Arbeitsplätze. Von der Wohnbevölkerung standen 1491 Personen in einem versicherungspflichtigen Beschäftigungsverhältnis. Damit war die Zahl der Auspendler um 877 Personen größer als die der Einpendler. 48 Einwohner waren arbeitslos. 2016 gab es 77 landwirtschaftliche Betriebe.

### Bildungseinrichtungen
Es gibt folgende Einrichtungen (Stand: 2018):
- Drei Kindertageseinrichtungen, darunter der Waldkindergarten Allgäuer Waldwichteln. Die Kitas haben zusammen 204 genehmigte Plätze und betreuen 194 Kinder, darunter 39 Kinder unter drei Jahren
- Grundschule und Mittelschule mit zusammen 16 Klassen und 320 Schülern[9]
- Freie Schule Albris: mit 14 Klassen und 321 Schülern

### Zen-Kloster
Seit 2014 besteht in Buchenberg-Hölzlers ein Zen-Kloster, das Daishin Zen Kloster. Es steht in der spirituellen Tradition des Rinzai-shū mit einem eigenen Zendo, in welchem regelmäßig Zazen und andere Meditationsformen angeboten werden. Die weitläufige Gartenanlage lädt zum Kinhin, zum meditativen Gehen in der Stille ein.

### Isny-Bähnle
Von 1909 bis 1984 lag Buchenberg an der Bahnstrecke Kempten–Isny. Bekannt als Isny-Bähnle durch den Kultfilm „Wallers letzter Gang“ (u. a. Regie: Christian Wagner). Der Bahnhof steht heute noch am jetzigen Rad- und Wanderweg, der Teil des Allgäu-Radwegs ist.

## Persönlichkeiten
- Gallus Zeiler (1705–1755), Abt zu Füssen, Musiker und Komponist
- Franz Thoma (1746–1817), Orgelbauer
- Alois Harrer (1926–2009), Skilangläufer
- Hubert Metz (* 1949), Bodybuilder
- Edmund Eisele (* 1954), Skirennläufer
- Andreas Föhr (* 1958), Jurist, Schriftsteller und Drehbuchautor
- Hermann Albrecht (* 1961), Fußball-Schiedsrichter, FIFA-Schiedsrichter 1992–2003
- Hanna Kolb (* 1991), Skilangläuferin